# WASF1
WASF1‏ (WAS protein family member 1) هوَ بروتين يُشَفر بواسطة جين WASF1 في الإنسان.